# Bible Padeřova
Bible Padeřovská je českou rukopisnou biblí řadící se z hlediska překladu do tzv. 3. redakce, jejímž je nejstarším známým opisem. Na konci Nového zákona stojí: Tato biblí skonána jest s pomocí Pána Boha k rozšíření jeho svatého zákona z rozkázanie a nákladem slovutného a opatrného muže pana Filipa z Padeřova skrze rucě Jana z Prahy Aliapars řečeného léta ot narozenie božieho tisíc čtyři sta třidcátého a pátého v úterý vigilie svatých Petra a Pavla, tj. 28. června 1435. Dnes se nachází v Rakouské národní knihovně ve Vídni. 

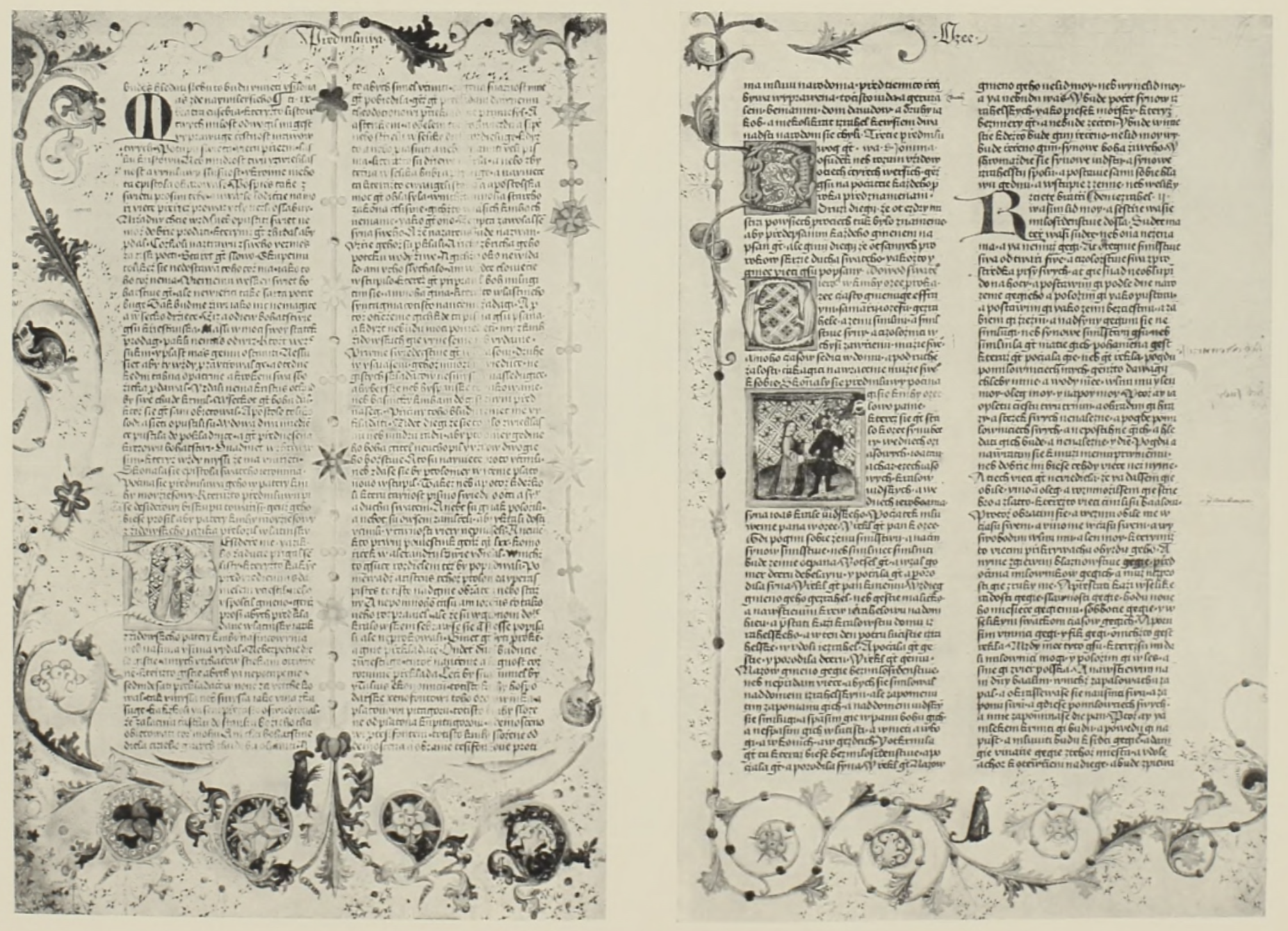
Stránky Bible padeřovské

Místem sepsání byl hrad Ostromeč na Vltavě proti ústí sedlčanského Mastníka. Její zadavatel Filip z Padařova, původem sedlák v Padeřově, utekl do Tábora, kde se stal husitským hejtmanem. V Táboře vlastnil dům. 
Bible je psána diakritickým rukopisem. Výzdobou se snaží vyrovnat předhusitským rukopisům; systém výzdoby rukopisu spojuje bohatý vegetabilní rozvilinový ornament bordur a drolerií s figurální výzdobou iniciál.
V Novém zákoně se za Listem Kolosanům navíc objevuje apokryfní List Laodičanům. Rejstřík liturgických lekcí chybí. 
Bible Padeřovská je důležitým dokladem husitského biblicismu a osobní zbožnosti v táborském prostředí, projevující se důrazem na autenticitu a původnost textu v aktuálním překladu. 